# Amphigyptis perplexa
Amphigyptis perplexa är en ormstjärneart som beskrevs av Nielsen 1932. Amphigyptis perplexa ingår i släktet Amphigyptis och familjen trådormstjärnor. Inga underarter finns listade i Catalogue of Life.